# 双拱桥
双拱桥，位于中国广东省肇庆市长安镇上老柴村，为封开县县级文物保护单位，类型为古建筑，公布时间为2003年9月18日。
双拱桥的历史年代为清代。